# Заря (космічний корабель)
Заря́ (Індекс ГРАУ: 14Ф70) — радянський перспективний багаторазовий пілотований транспортний космічний корабель серії 7К-СМ. Розроблявся з 1985 по 1989 рік. Не літав. Роботи припинені на стадії випуску повної конструкторської документації на виріб.

## Історія створення

### Історичні передумови
На останньому етапі розвитку радянської космонавтики пріоритетним напрямком стало будівництво довготривалих орбітальних станцій (ДОС). Щоб розширити можливості експлуатації, їх пропонувалося збирати з блоків, що доставляються один за іншим.
Як альтернатива важкій космічній станції, яка мала запускатися ракетою Н-1, розглядалася станція, що складається з блоків типу 17К («Салют»). На початку 1976 року НВО «Енергія» випустила Технічну пропозицію створення ДОС № 7 і ДОС № 8. Основами мали стати базові блоки 17КС № 12701 і 17КС № 12801. На них планувалося встановити по два осьові стикувальні вузли для кораблів «Союз-Т» та «Прогрес», а на малому діаметрі робочого відсіку — два бічні стикувальні вузли для цільових модулів, взятих з проєкту МОК. Обидві станції планували збирати на орбітах нахилом 65° з оглядом території СРСР, що зажадало розробки більш вантажопідйомної ракети «Союз-У2» і модифікації пасажирського корабля до варіанту «Союз-ТМ».
У 1979 році НВО «Енергія» було перевантажено виконанням великої кількості замовлень, тому довелося викликати на допомогу фахівців Конструкторського бюро «Салют», які значно переглянули проєкт ДОС. Після тривалого періоду погоджень почалося безпосереднє опрацювання модульної станції, однак воно постійно пробуксовувало, адже тоді створення ракетно-космічного комплексу «Енергія-Буран» входило в найбільш напружений період. На початку 1984 року з'ясувалося, що вкластися в директивні терміни по «Бурану» неможливо, тому уряд ухвалив рішення: терміново доробити ДОС № 7 і запустити її до дня відкриття XXVII з'їзду КПРС.
Базовий блок 17КС 17КС № 12801 припускали використовувати як «дублера», якби сталася аварія під час запуску в лютому. Але фахівці розраховували на краще, тому ще в 1984 році розпочали опрацювання на його основі проєкту Орбітального складально-експлуатаційного центру (ОСЕЦ).
Завданнями ОСЕЦ були визначені монтаж і розгортання великогабаритних конструкцій, а, крім того, обслуговування супутників, зокрема ремонт. Орбітальний центр мав володіти розгалуженою інфраструктурою: заправними станціями, стапелями, буксирами. Як перший етап пропонувалося, починаючи з серпня 1993 року, зібрати в космосі комплекс 180ГК («Мир-2»).
Можливості кораблів «Союз» і «Прогрес» явно не відповідали настільки амбітним планам. Застосування корабля «Буран» для збірки орбітальних станцій залишалося під питанням. Тому співробітники НВО «Енергія» дійшли до висновку: необхідно створити принципово новий транспортний корабель, здатний вирішувати весь спектр завдань, які виникнуть при будівництві ОСЕЦ.
Ідея універсального багаторазового корабля отримала схвалення в рамках постанови ЦК КПРС і Ради Міністрів СРСР від 27 січня 1985 року.

### Початок робіт
Роботи по багаторазовому корабля «Заря» (виріб 14Ф70) були розгорнуті відповідно до Постанови від 27 січня 1985 року. 22 грудня 1986 Військово-промислова комісія Ради Міністрів СРСР ухвалила рішення про випуск ескізного проєкту багаторазового багатоцільового корабля «Заря».
Корабель мав створюватися в два етапи:
- на першому етапі мав розроблятися базовий багаторазовий пілотований транспортний корабель;
- на другому — його модифікації для вирішення спеціальних завдань в автономних і спільних з іншими космічними апаратами польотах в широкому діапазоні висот і нахилів (до 97º) орбіт.

Ескізний проєкт базового корабля був випущений в I кварталі 1987 року і захищений на НТР Мізагмаша. Відповідно отриманих зауважень проєкт був відкоригований і в травні 1988 року представлений спільному засіданню НТР МЗМ та ГУКОЗ, яке ухвалило рішення про виконання подальших робіт.
На початку розробки корабель масою приблизно 13 т замислювався повністю багаторазовим і був одномодульним, тобто будувався у вигляді великого апарата, що спускається з вертикальною посадкою. У верхній частині знаходився висувний стикувальний вузол і приладові відсіки, в середній — кабіна екіпажу, в нижній — важкі агрегати і посадкові двигуни з паливними баками. Для виходу реактивних струменів в лобовому щиті розташовувався відкидний люк.
На той час це рішення було відпрацьовано на повертальних апаратах Транспортного корабля постачання, але мало недоліки. Щоб при посадці не пошкодити корабель власним вихлопом, були потрібні досить довгі посадкові опори. Крім того, розміщення точки прикладання тяги нижче центру мас вимагало створення потужних органів системи управління. Тому було прийнято інший варіант компоновки. Проєктанти прибрали рушійний відсік з нижньої частини і розташували по периферії спусканого корабля, який назвали «Спускний корабель» (СК).
Зв'язку двигунів розмістили уздовж корпусу, забезпечивши перетин векторів тяги вище центру мас і тим самим підвищивши стійкість. У верхньому днищі відсіку, протилежному лобовому щиту, зробили тунель з люком й ілюмінатори з оптичними візирами для орієнтації. Орбітальне маневрування поклали на окрему двигунну установку (ДУ), яку з підсистемами вивели в одноразовий навісний відсік (НВ), відокремлюваний перед входом в атмосферу.

## Цільове призначення
Корабель «Заря» створювався з урахуванням можливостей нової, більш досконалої ракети-носія «Зеніт-2», призначеної для виведення як автоматичних, так і пілотованих космічних апаратів.
Головним розробником РН «Зеніт-2» було КБ «Південне» (В. Ф. Уткін).
Базовий багаторазовий корабель «Заря» був призначений для:
- доставки екіпажів чисельністю 2—8 осіб і корисних вантажів на постійну орбітальну станцію типу «Мир» і повернення їх на Землю;
- чергування на станції для забезпечення повернення її екіпажу на Землю в потрібний момент (допустима тривалість польоту корабля — не менше 195 діб, в подальшому — до 270 діб);
- доставки та повернення вантажів у безпілотному варіанті;
- проведення операцій з порятунку екіпажів пілотованих об'єктів станції типу «Мир» і орбітального корабля «Буран»;
- вирішення окремих завдань в автономних польотах в інтересах Міністерства оборони та Академії наук СРСР;
- використання конструкції і систем корабля для вирішення цільових завдань на другому етапі з урахуванням його дооснащення спеціальним обладнанням і апаратурою.

## Конструкція
Корабель «Заря» мав діаметр 4,1 м, довжину 5 м, максимальну масу приблизно 15 т при виведенні на опорну орбіту висотою до 190 км і нахилом 51,6º, зокрема масу доставлених і повернених вантажів відповідно 2,5 т і 1,5—2 т при екіпажі з двох космонавтів; 3 т і 2—2,5 т при польоті без екіпажу, або екіпажу до восьми космонавтів. При проєктуванні корабля був максимально використаний досвід розробки, виробництва, випробувань та експлуатації попередніх кораблів.
Космічний корабель «Заря» складався зі спускного апарата і навісного відсіку, який відокремлюється від СК перед спуском. Для стикування з орбітальними станціями типу «Мир» на кораблі передбачався стикувальний агрегат типу штир-конус або андрогінно-периферійним агрегатом стикування (з перехідним люком діаметром 800 мм), який на початковій ділянці виведення корабля закривався скидним захисним конусом. Спускний апарат як основна частина був багаторазовим і міг експлуатуватися впродовж 30—50 польотів.

### Аеродинаміка
Аеродинамічна форма корабля, який повертався на Землю, була аналогічна формі спускного космічного корабля «Союз» (аеродинамічна якість 0,26 при числі Маха понад 6), частина бортових систем, приладів і агрегатів була запозичена з космічного корабля «Союз-ТМ» тощо. Водночас були застосовані конструкторські рішення, що передбачали використання сучасних матеріалів і нових бортових систем на базі бортового комплексу управління з використанням сучасної обчислювальної техніки.

### Багаторазовість
Багаторазовість досягалося, зокрема, за рахунок застосування теплозахисних матеріалів багаторазового використання (з досвіду «Бурану»), нової схеми вертикальної посадки на Землю за допомогою багаторазових рідинних ракетних двигунів для гасіння вертикальної і горизонтальної швидкостей посадки (щоб уникнути перекочування по ґрунту) і сотового амортизатора корпусу корабля для запобігання його ушкодженню.

### Система посадки
Принцип посадки на РРД, крім багаторазовості, відкривав перспективу застосування СК для польотів і на безатмосферні планети. Однак використання цього принципу для пілотованого корабля, який повертався на Землю, викликало сумніви у фахівців кількох організацій, головним чином служб ВПС. Для підвищення безпеки екіпажу до набору необхідної статистики посадок на РРД в комплексі засобів посадки передбачалися відпрацьовані і надійні резервні засоби: на кораблях першого етапу передбачалося використовувати катапультні крісла для порятунку космонавтів в аварійних ситуаціях при посадці і на початковій ділянці виведення на орбіту, хоча розміщення крісел в СК обмежувало б чисельність екіпажу до чотирьох космонавтів.
У складі основної системи посадки планувалося використовувати 24 посадкові двигуни об'єднаної рушійної установки тягою 1,5 тс кожен, що працюють на компонентах перекис водню — гас, а для управління спуском — 16 однокомпонентних двигунів тягою 62 кгс кожен, у складі об'єднаної рушійної установки 

### Система керування
Бортовий комплекс управління і комплекс засобів посадки мав забезпечувати точність посадки не гірше 2,5 км і перевантаження при посадці — не більше 10 од. В одноразовому навісному відсіку передбачалося розмістити багатофункціональну рушійну установку, що забезпечує орбітальне маневрування корабля, зокрема підйом з опорної на робочу орбіту і спуск на Землю з висоти робочої орбіти 200—550 км.
Установка мала два двигуни тягою по 300 кгс кожен, що працюють на компонентах АТ+НДМГ, а також двигуни причалювання і орієнтації.
Базовий корабель розроблявся як багатоцільовий для вирішення різних завдань в пілотованих і безпілотних польотах у складі орбітальних комплексів і автономно, а також для спільної роботи з буксирами в режимі орбітального маневрування (аж до геостаціонарної орбіти).

## Варіанти корабля
Зміна цільового призначення або зміна чисельності екіпажу практично не зачіпали основної конструкції і систем корабля.
Корабель «Заря» передбачалося використовувати в таких випадках:
- транспортний корабель з екіпажем з 2-4 осіб, а також доставка і повернення корисних вантажів;
- корабель-рятувальник з екіпажем з 1-2 осіб або без екіпажу для повернення на Землю космонавтів (2-4 людини на першому етапі і до 8 осіб — на другому) з аварійного космічного апарата;
- корабель для виконання монтажних і ремонтно-відновлювальних робіт з екіпажем з 2-3 чосіб;
- безпілотний корабель для доставки і повернення корисних вантажів на високі орбіти (до 36 000 км) за допомогою буксира.

## Закриття програми
Великим ентузіастом виконання робіт був Костянтин Феоктистов. Робота виконувалася під особистим контролем генерального конструктора Вадентина Глушка.
В січні 1989 року всі роботи були згорнуті. Офіційною причиною називають «дефіцит фінансування», який почав відчуватися в кінці 80-х років в СРСР: основна частина коштів, що виділялися радянській космонавтиці, йшла на програму «Енергія-Буран».  Військові замовники досить скептично ставилися до ідеї реактивного приземлення. Оригінальна схема викликала закономірні питання з боку тих, хто звик до відпрацьованих засобів: парашутів і двигунів м'якої посадки. Працівники НВО «Енергія» зазначали, що в числі претензій фігурувала неможливість дублювати роботу посадкового пристрою «Зарі».
До цього часу був завершений випуск основної конструкторської документації в НВО «Енергія» і суміжних організаціях. після чого на Заводі експериментального машинобудування (ЗЕМ) можна було починати виготовлення матеріальної частини. У той же час на пусковій установці стартового комплексу «Зеніт-2» космодрому Байконур змонтували агрегат обслуговування для «Зарі».
У 1995-96 РКК «Енергія» спільно з Rockwell International і Центром імені Хрунічева запропонувала на базі «Зарі» проект восьмимісного корабля-рятувальника для космічної станції «Альфа».

### Корабель-рятівник
Розглядався восьмимісний корабель-рятувальник (2 члена екіпажу плюс пасажири), що доставляється на станцію «Шаттлом».
Корабель мав перебувати на станції впродовж 5 років в постійній готовності до спуску і мав наступні характеристики:
- маса корабля 12,5 т,
- маса спускного апарата з екіпажем до 8 т,
- діаметр спускного апарата 3,7 м
- довжина корабля 7,2 м.

У червні 1996 року НАСА вирішило на етапі розгортання міжнародної станції «Альфа» як корабель-рятувальник використовувати тримісний модифікований корабель «Союз-ТМ», роботи по якому розгорнули в липні 1996 року.
Однак згодом, коли проект «Альфи» «переріс» в проект Міжнародної космічної станції (МКС), і це рішення було переглянуто американською стороною на користь космічного корабля CRV, який мав створюватися на базі Х-38.
Спеціалізований корабель-рятувальник не був створений — за постійного екіпажу 2 людини, що виникла після проблем з польотами «Шаттлів», вистачало штатного «Союз-ТМА».

## Спадок програми
«Заря» була кораблем, що значно випереджав свій час, оскільки наприкінці 80-х років XX ст. мав бути багаторазовим і з ракетною посадкою. Модульна конструкція, з ракетною посадкою — успіхи компанії SpaceX могли б порівнювати з радянськими досягненнями кілька десятилітньої давності. Однак компанія SpaceX в повній мірі все це реалізувати не змогла.
Окремі елементи «Зарі» можна прослідкувати в проєктах російських багаторазових кораблів «Кліпер» і «Федерація» (недавно перейменованої в «Орла»).
На 45-му стартовому комплексі космодрому Байконур в двох екземплярах існує «Агрегат обслуговування пілотованих космічних кораблів» «Заря» ракети космічного призначення «Зеніт-3SLБ». Один з них недобудований.